# Fala Bahia
Fala Bahia foi um jornalístico radiofônico brasileiro transmitido pelas emissoras Bahia FM e Bahia FM Sul, pertencentes à Rede Bahia. Estreou em 18 de junho de 2007, e até 5 de março de 2013, teve uma versão televisiva na TV Salvador, emissora independente do grupo. Ia ao ar de segunda a sexta, às 18 horas. Entre 2007 e 2025, foi apresentado por Emmerson José, que também é criador do formato. 
O programa apresentava notícias, entrevistas, comentários e participações de ouvintes, com ênfase no jornalismo comunitário. Em 29 de maio de 2025, foi anunciado o encerramento do Fala Bahia, que foi retirado da grade da Bahia FM em 25 de julho para ser substituído pelo Boa Noite Bahia, comandado por Fernando Sodake.

## História
Em 24 de abril de 2007, foi divulgado na imprensa baiana que o então vereador e ex-presidente da Câmara Municipal de Salvador Emmerson José iria se afastar da política a partir de 1° de maio daquele ano para se dedicar a projetos pessoais. Em 1° de junho, foi revelado que Emmerson voltaria ao jornalismo — entre 1988 e 1996, ele foi apresentador do BATV 2ª Edição, da TV Bahia — para apresentar um jornalístico de cunho comunitário chamado Fala Bahia, na recém-inaugurada Bahia FM e na TV Salvador. O projeto foi considerado como um ingresso da Rede Bahia no jornalismo popular.
Em 18 de junho de 2007, às 13h, o programa estreou na TV Salvador. Às 18h, a edição radiofônica do Fala Bahia entrou no ar na Bahia FM. Em ambas as estações, o jornalístico foi o primeiro do gênero a entrar na programação. Até então, a TV Salvador contava apenas com reprises dos telejornais da TV Bahia, e na Bahia FM, apenas boletins eram transmitidos.
Em 5 de março de 2013, com o encerramento das atividades da TV Salvador, o Fala Bahia teve sua última exibição televisiva. Em 23 de abril de 2014, a Bahia FM Sul passou a retransmitir o Fala Bahia para Itabuna e cidades da região sul do estado. Além da retransmissão, a emissora também estreou uma edição local do jornalístico, intitulada Fala Bahia Sul. O programa era transmitido após meia hora de retransmissão do Fala Bahia de Salvador, e era ancorado por Raphael Marques e Maiara Souza.
Em 17 de junho de 2016, o Fala Bahia foi transmitido ao vivo diretamente do Shopping Bela Vista, por ocasião dos 9 anos da estreia do jornalístico. Em 2 de janeiro de 2018, a Bahia FM Sul descontinuou o Fala Bahia Sul. Com isso, a edição do programa apresentada em Salvador passou a ser transmitida integralmente na emissora.
Na medição do IBOPE referente ao período entre fevereiro e abril de 2019, o Fala Bahia assumiu pela primeira vez a liderança de audiência entre os programas de rádio transmitidos em seu horário em Salvador. Em 5 de julho de 2021, após um acordo da Rede Bahia com a Mega Rádio VCA, web rádio localizada na cidade de Vitória da Conquista, o Fala Bahia passou a ser retransmitido pela emissora, assim como outras atrações da Bahia FM. Em 22 de agosto de 2022, o programa reestreou o quadro Fala Bahia na Sua Comunidade, com matérias em bairros de Salvador.
Em 7 de agosto de 2024, o Fala Bahia promoveu o primeiro debate da eleição municipal de Salvador em 2024. O programa, que integra o projeto Central de Eleições da Rede Bahia de Comunicação, também foi o primeiro a ser promovido pela Bahia FM na história da estação, e teve mediação de Emmerson José, com a participação de ouvintes. Apesar da ausência do prefeito e candidato à reeleição Bruno Reis (UNIÃO), estiveram presentes os candidatos Kleber Rosa (PSOL) e Geraldo Júnior (MDB).
Em 30 de maio de 2025, a Rede Bahia anunciou a saída de Emmerson José da empresa, e com isso, que o programa Fala Bahia também seria retirado da grade da Bahia FM a partir de julho, após 18 anos no ar. De acordo com o comunicado oficial, a decisão foi tomada em conjunto entre o apresentador e o grupo. Em 21 de julho, a nova atração do horário foi oficialmente divulgada: o Boa Noite Bahia, apresentado por Fernando Sodake, atual apresentador do BATV. A última edição do Fala Bahia foi exibida em 25 de julho.